# 九倉電訊廣場
九倉電訊廣場（英語：Wharf T&T Square）是香港一座已拆卸的商業大廈，於1991年落成，位處於九龍牛頭角海濱道123號，由會德豐地產發展，樓高19層，由兩座甲級寫字樓（分別為COL大廈以及電訊大廈）和商場組成，大樓內主要有九龍倉屬下的九倉電訊總部（位於九倉電訊廣場電訊大廈）的所在地，大樓內亦包括入境事務處人事登記處觀塘辦事處（2000年9月由淘大商場遷入，2014年4月遷往宏利金融中心，2024年6月遷往將軍澳入境事務處總部）、社會福利署觀塘社會保障辦事處及環境保護署等政府部門的辦事處。後為配合發展需要，九倉電訊廣場計劃拆卸及重建為甲級寫字樓並於2011年10月獲批，補地價金額為5.0279億元。
大廈落成時稱環貿商業中心（World Trade Square），2006年4月1日起改為現名。
因應重建工程，九倉電訊廣場已於2015年1月底永久封閉，並於2015年2月中起清拆，重建為8 Bay East。
2017年10月11日九龍倉以90億元，平均呎價15,095元，向綠景（中國）地產出售旗下觀塘海濱道123號8 Bay East（即香港綠景NEO大廈），物業樓高21層，地下為零售樓層，3至25樓為寫字樓，另地庫3層為停車場，總樓面約596,217平方呎，2019年落成，是次商廈成交價更創九龍區單一商廈成交額新高紀錄，並躋身全港最貴商廈第三位。

## 實景

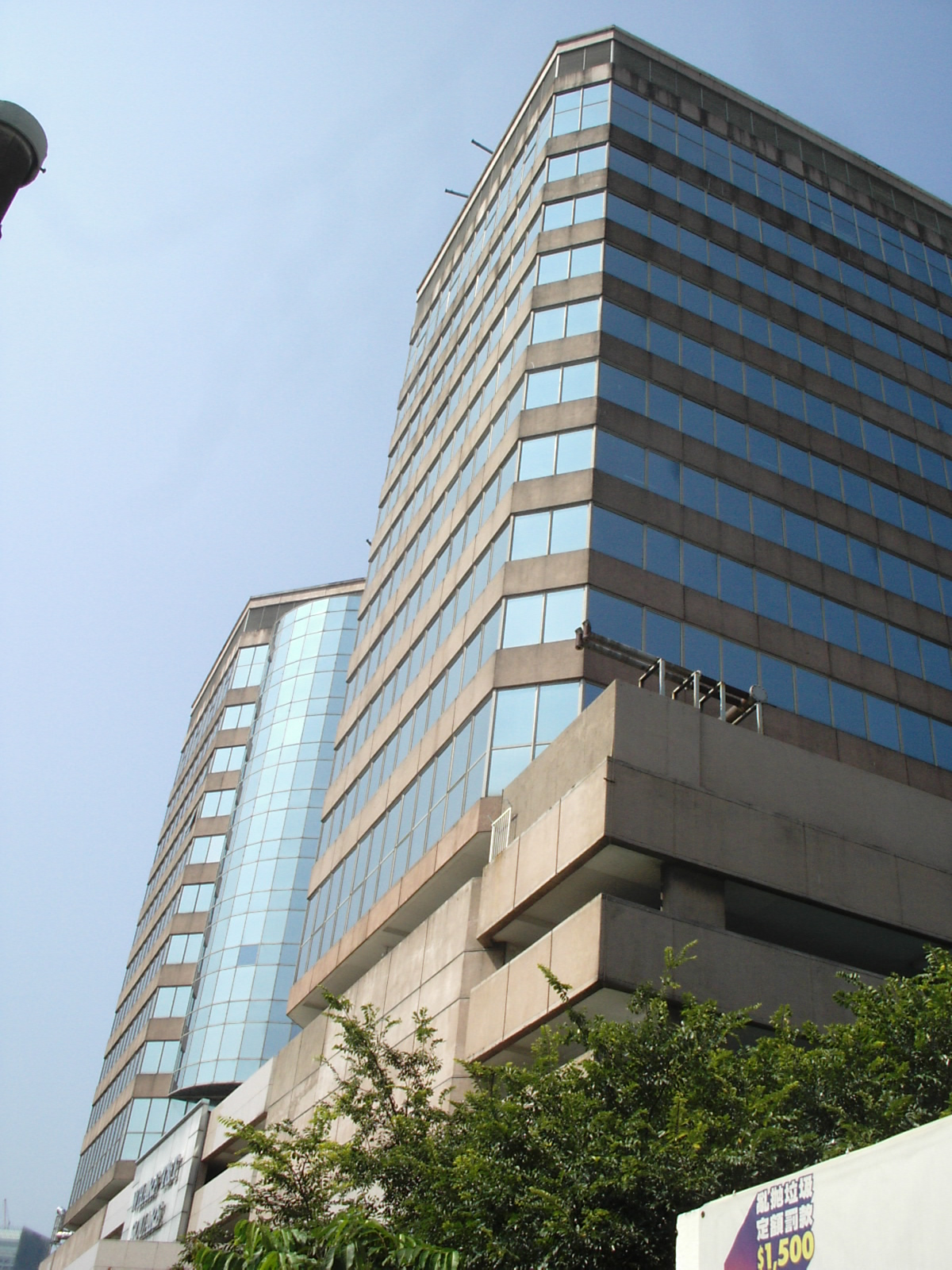
九倉電訊廣場
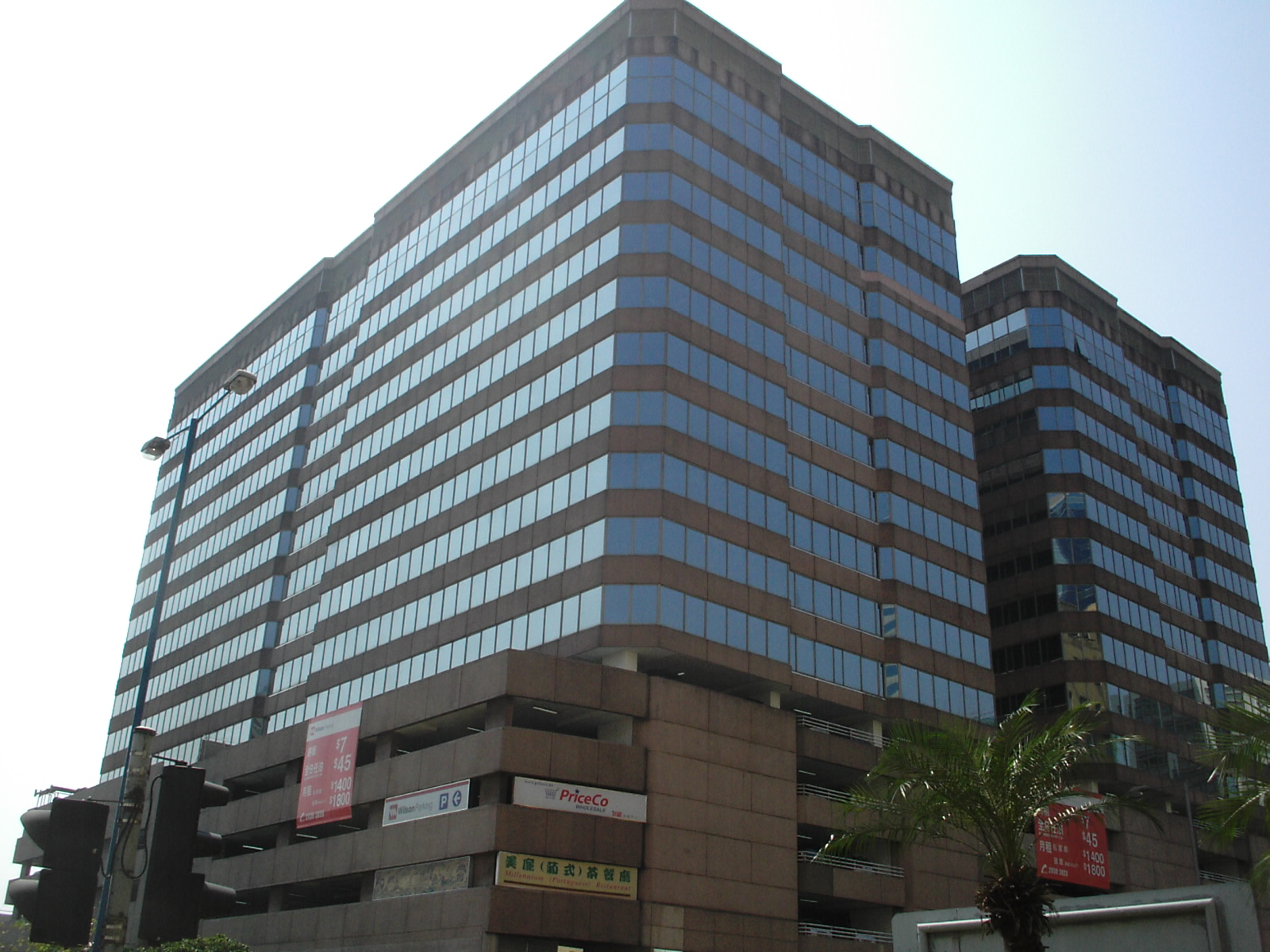
九倉電訊廣場的寫字樓（左面的一幢是電訊大廈，而右面的一幢則是COL大廈）
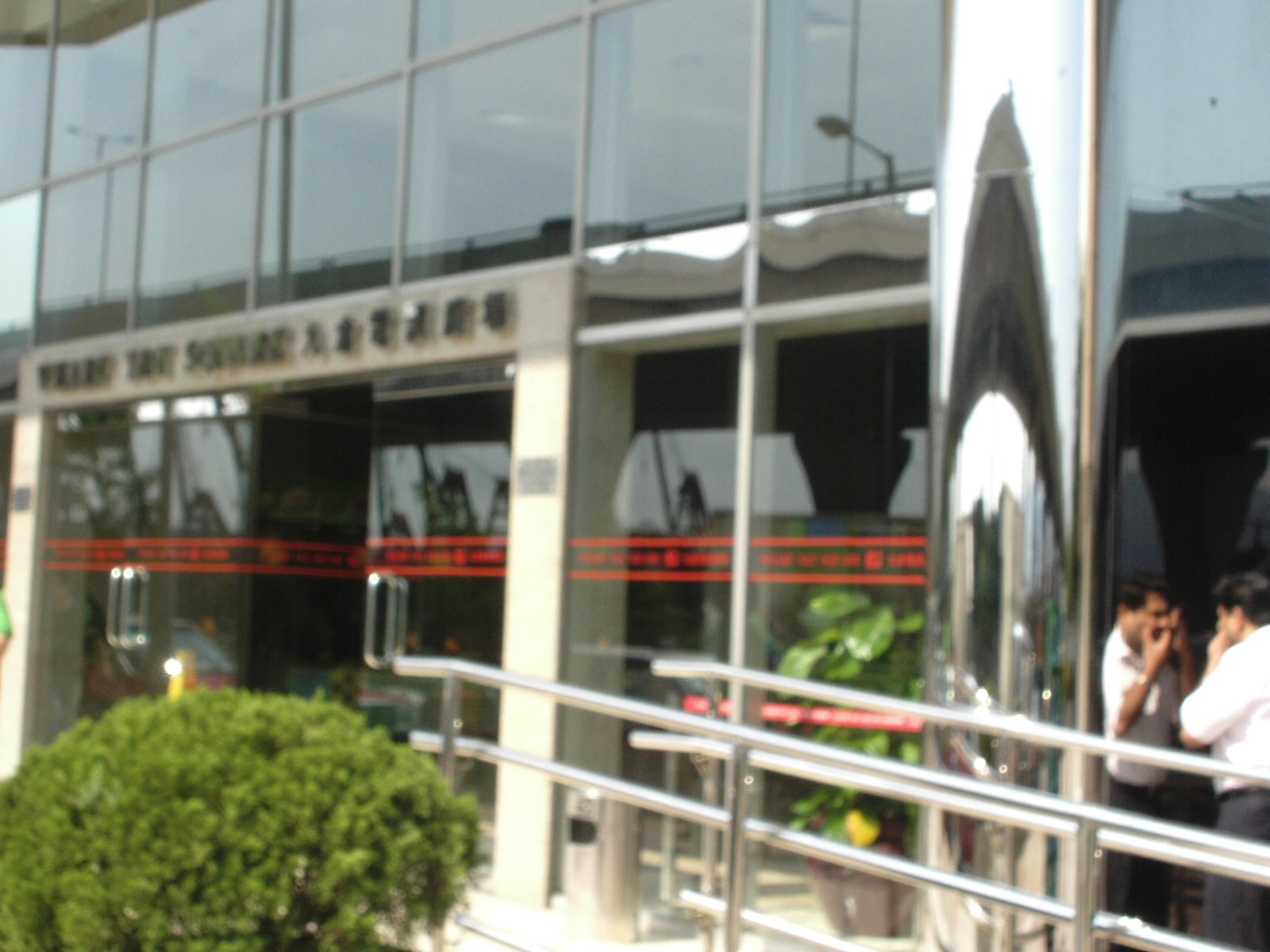
九倉電訊廣場正門入口
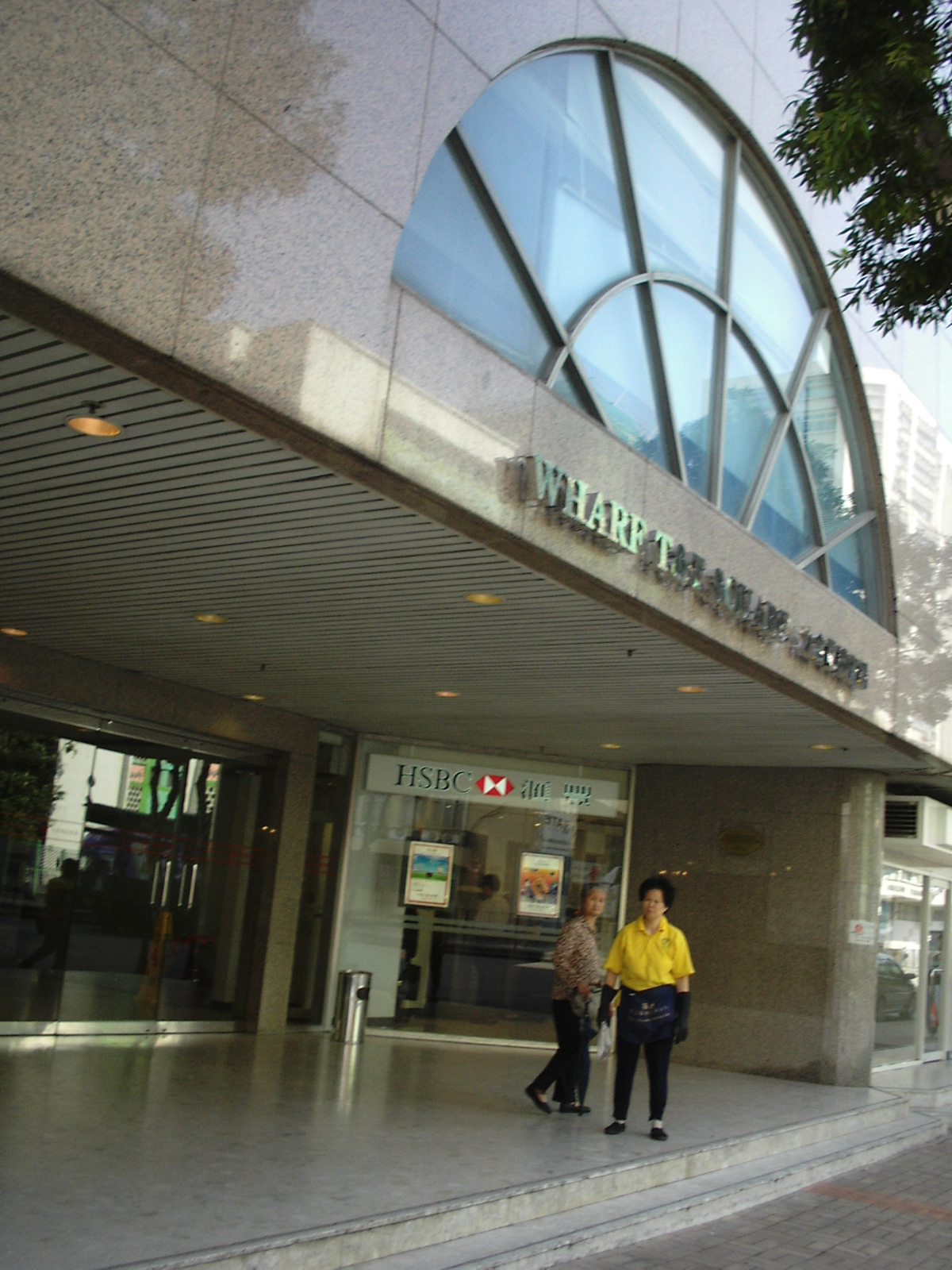
九倉電訊廣場偉業街入口
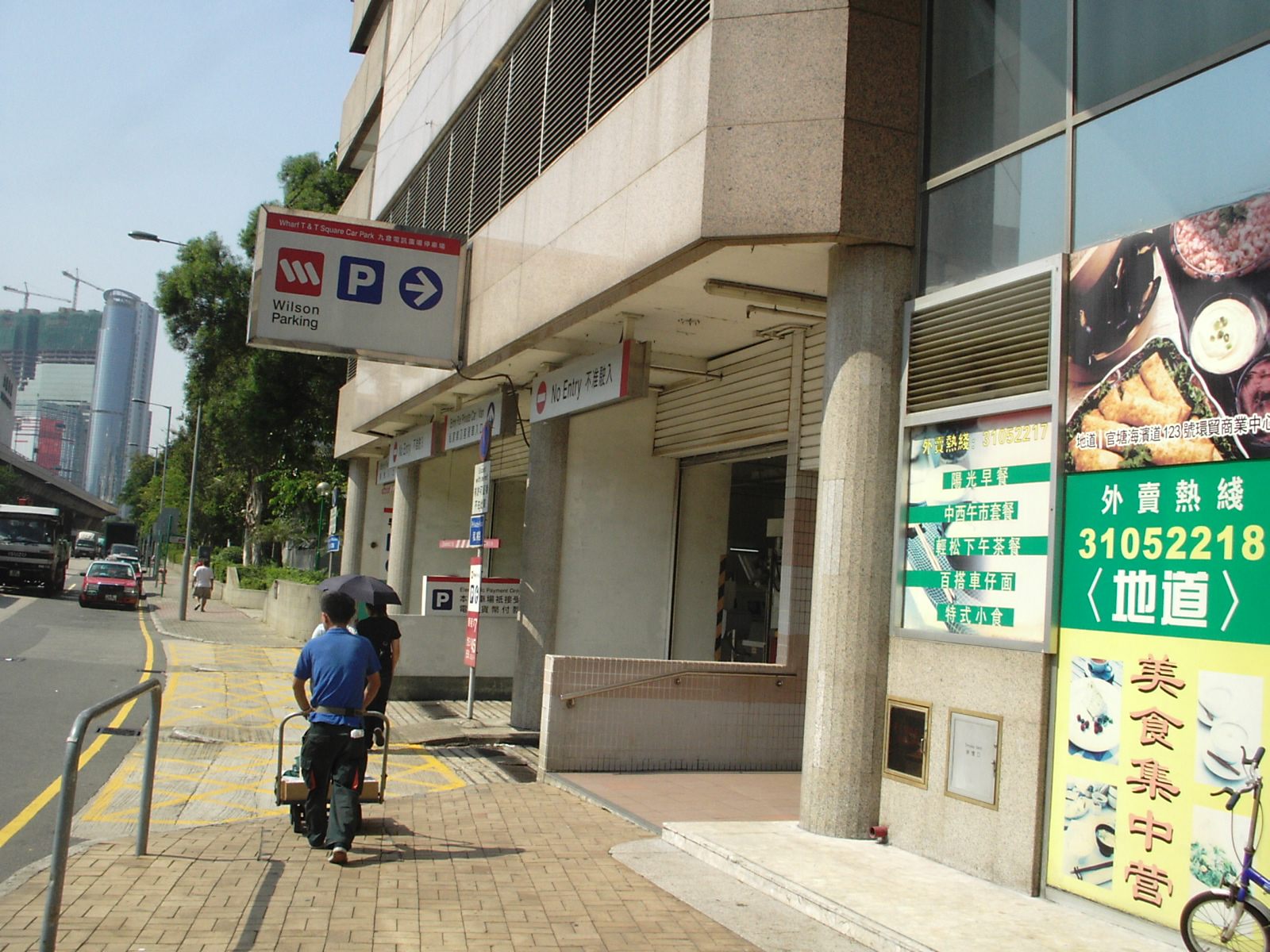
九倉電訊廣場停車場
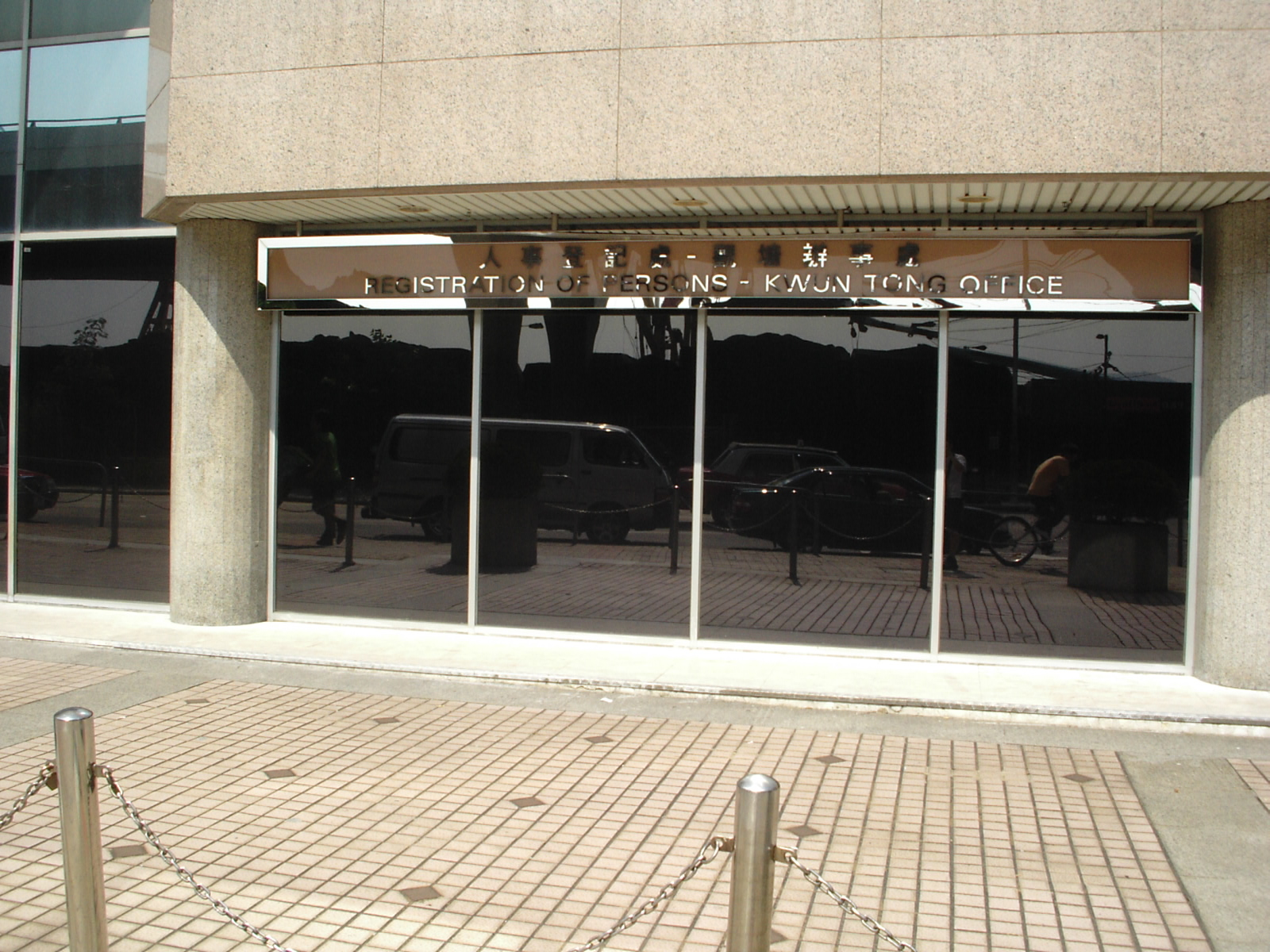
入境事務處人事登記處觀塘辦事處（於2014年4月遷往宏利金融中心）
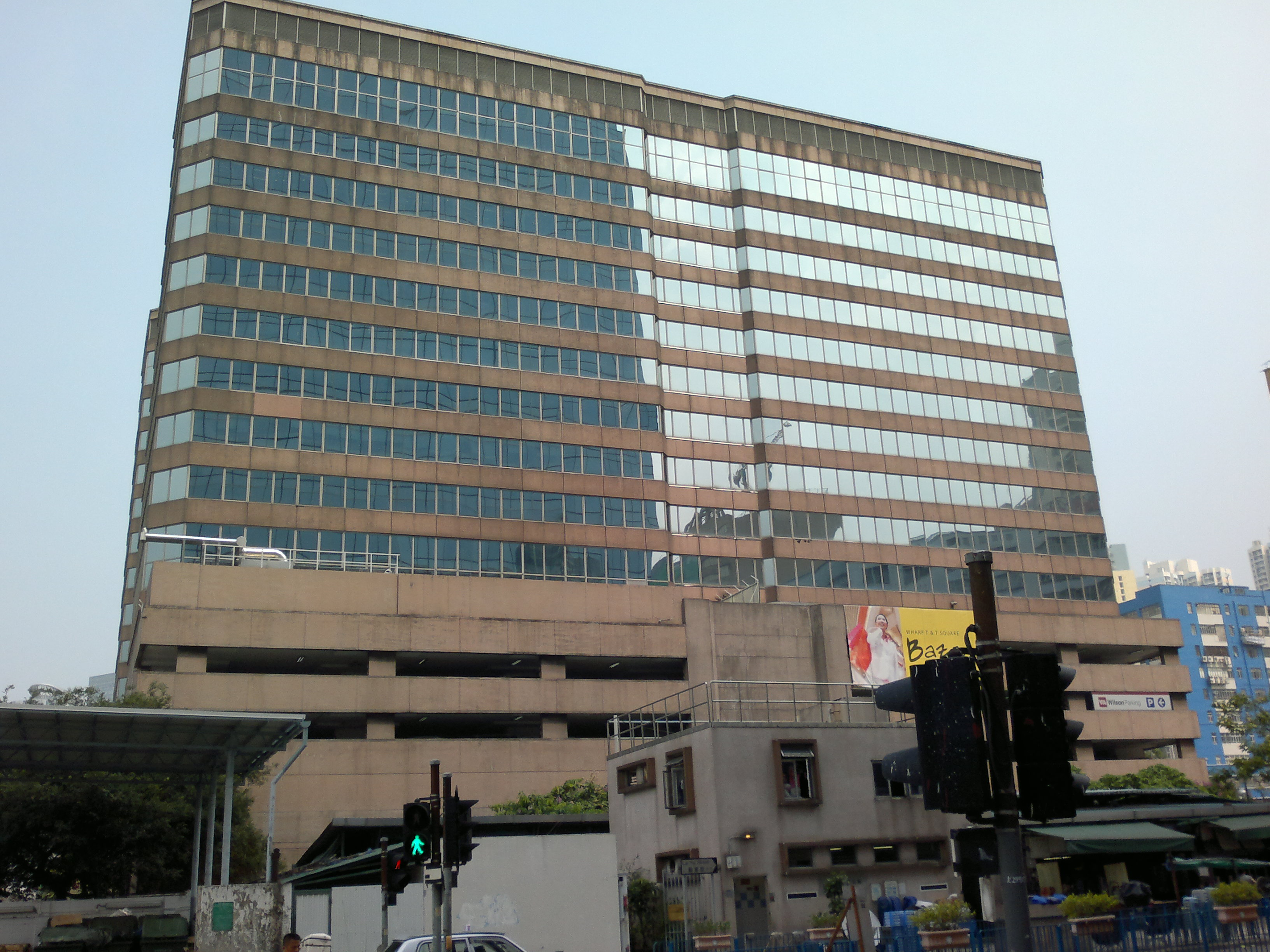
從海濱道以南望向九倉電訊廣場

## 外部連結
- 九倉電訊廣場（页面存档备份，存于）